# Live at the Village Vanguard Volume II (Mdw Ntr)
Live at the Village Vanguard Volume II (Mdw Ntr) ist ein Jazzalbum von Steve Coleman. Die im Mai 2017 im New Yorker Jazzclub Village Vanguard entstandenen Aufnahmen erschienen am 10. August 2018 auf Pi Recordings. Es folgt auf Live at the Village Vanguard, Vol. I (The Embedded Sets) (2017).

## Hintergrund
Live at the Village Vanguard Volume II (Mdw Ntr) folgt einem Doppelalbum (Vol. I) aus dem Jahr 2017, mitgeschnitten im selben Club, in dem auch diese Band auftrat, allerdings mit dem Gitarristen Miles Okazaki anstelle des Sängers/Rappers Kokayi. Die erste Veröffentlichung schien Colemans Musik und Herangehensweise mit seiner Band Five Elements zusammenzufassen, indem er alte Musik wieder aufnahm und sie mit neuer mischte, interpretiert von einer Band, die über reichlich Zeit auf der Bühne verfüge, notierte Will Layman. In den Liner Notes schreibt Coleman, dass die Themen hier von „den Formen und der Symbolik des Mdw Ntr inspiriert wurden, einer Transliteration des kemetischen (altägyptischen) Schriftsystems, oft Hieroglyphen genannt. Aber man muss nichts davon wissen, um in die Musik einzusteigen.“ Es ist erwähnenswert, dass Colemans Musik – wohl einer der Urtexte für den komplexesten New Jazz, der weit entfernt vom populistischeren Jazz zu sein scheint – bei Live at the Village Vanguard wirklich eine Verbindung herstellt, so Will Layman.

## Titelliste
- Steve Coleman: Live at the Village Vanguard Volume II (Mdw Ntr) (Pi Recordings PI91)[2]

CD 1
1. Menes to Midas 12:29
2. Unit Fractions 16:15
3. Little Girl I’ll Miss You (Bunky Green) 9:34
4. Compassion (Drum Solo) (John Coltrane) / Ascending Numeration / DeAhBo (Reset) 16:14
5. Pad Thai – Mdw Ntr 14:33

CD 2
1. 9 to 5 9:36
2. Mdw Ntr 8:42
3. Rumble Young Man, Rumble 8:53
4. Khet & KaBa 7:39
5. DeAhBo (Reset) 8:05
6. 9 to 5 – Mdw Ntr 21:33

Wenn nicht anders vermerkt, stammen die Kompositionen von Steve Coleman.

## Rezeption
Viele Stücke seien lang und die Improvisationen könnten kompliziert und kühn sein, aber die Musik habe eine Direktheit, lobte Will Layman in Pop Matters. Tidd und Rickman spielten einen geschäftigen, eindringlichen Groove, der weder Walking-Bass-Swing noch geldbeutel-orientierter Funk sei. Doch irgendwie sei es beides. Die geschriebene Musik und die Improvisationen seien größtenteils tonal und elegant. Es fliege dahin mit freudiger Vorwärtsbewegung, das heißt, es swinge im modernen Sinne des Wortes. Mit Kokayis Beitrag knüpfe er explizit an den künstlerischen Flügel des Hip-Hop an, der wichtigsten Popmusik der letzten drei Jahrzehnte.
Die Kommunikation zwischen den Musikern sei auf höchstem Niveau telepathisch, ebenso wie die reichlich fließende Intuition, das Ergebnis einer langjährigen Zusammenarbeit und über die Jahre geteilter kultureller Affinitäten, schrieb Vincenzo Roggero in der italienischen Ausgabe von All About Jazz. Es sei kraftvolle Musik, die weit über pure Lautstärke hinausgehe, Musik, die einem den Atem raube, hypnotisch, voller Groove und vielleicht nie so wie in dieser Aufnahme, ausgestattet mit einer ganz besonderen melodischen Ader, die die Fließfähigkeit der Ausführung, selbst in der am kompliziertesten, hervorzuheben hilft. Anthony Tidd und Sean Rickman würden für einen unerbittlichen Puls sorgen, der nur scheinbar monolithisch sei, weil metrische Ausrutscher und kontinuierliche rhythmische Variationen die gesamte Aufführung prägten. Auf diesem Klangteppich bewegten sich die beiden Blasinstrumente, Protagonisten komplexer Entwicklungen im Gleichklang, während Colemans scharfer Alt in den Dialogen einen wunderbaren Kontrapunkt zu Jonathan Finlaysons lyrischer Trompete bilde, mit Kokayis stimmlichen Entwicklungen, die aus dieser Musik entstanden zu sein scheinen.
John Murph gab Live at the Village Vanguard Volume II (Mdw Ntr) im Down Beat vier (von fünf) Sternen: Trotz aller ineinandergreifenden Rhythmen und gitterstrukturierten Improvisationen würden sich einige der fesselnderen Momente dieses Live-Dates in den ruhigeren Momenten ereignen, wenn Steve Coleman alleine oder an der Seite des Trompeters Jonathan Finlayson spiele. Oftmals passierten diese Blitze zu Beginn jeder Komposition, wenn Colemans Altsaxophon eine geschwungene, fragende Aussage entwirre, die von einem anhaltenden steigenden Ton unterbrochen werde. Bald darauf formten Colemans schräge Linien ein bezauberndes Ostinato, das Bassist Anthony Tidd nachahme und schließlich mit Sean Rickmans Schlagzeugspiel als rhythmischem Dreh- und Angelpunkt fungiere. Bevor der Rest des Ensembles einstimme, böten Colemans Selbstgespräche den Zuhörern die beste Gelegenheit, die Schönheit des Altsaxophonklangs in sich aufzunehmen – eine Qualität seiner Musikalität, die nicht genug diskutiert werde. Es sei der perfekte Kontrapunkt zu seinen rasanten Improvisationen und drängelnden Interaktionen mit seinen Bandkollegen.